# Dyna-Veritas

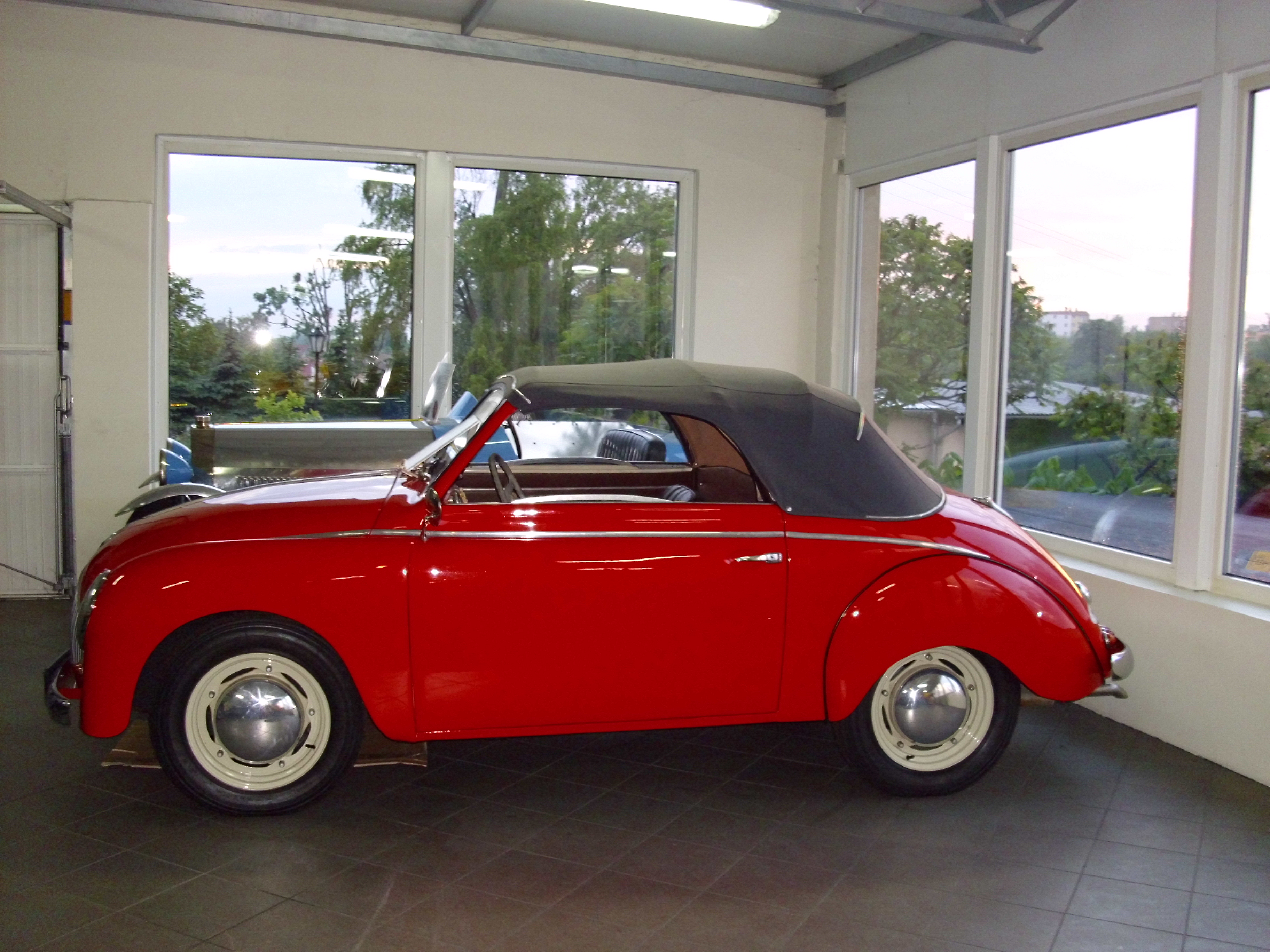
Seitenansicht

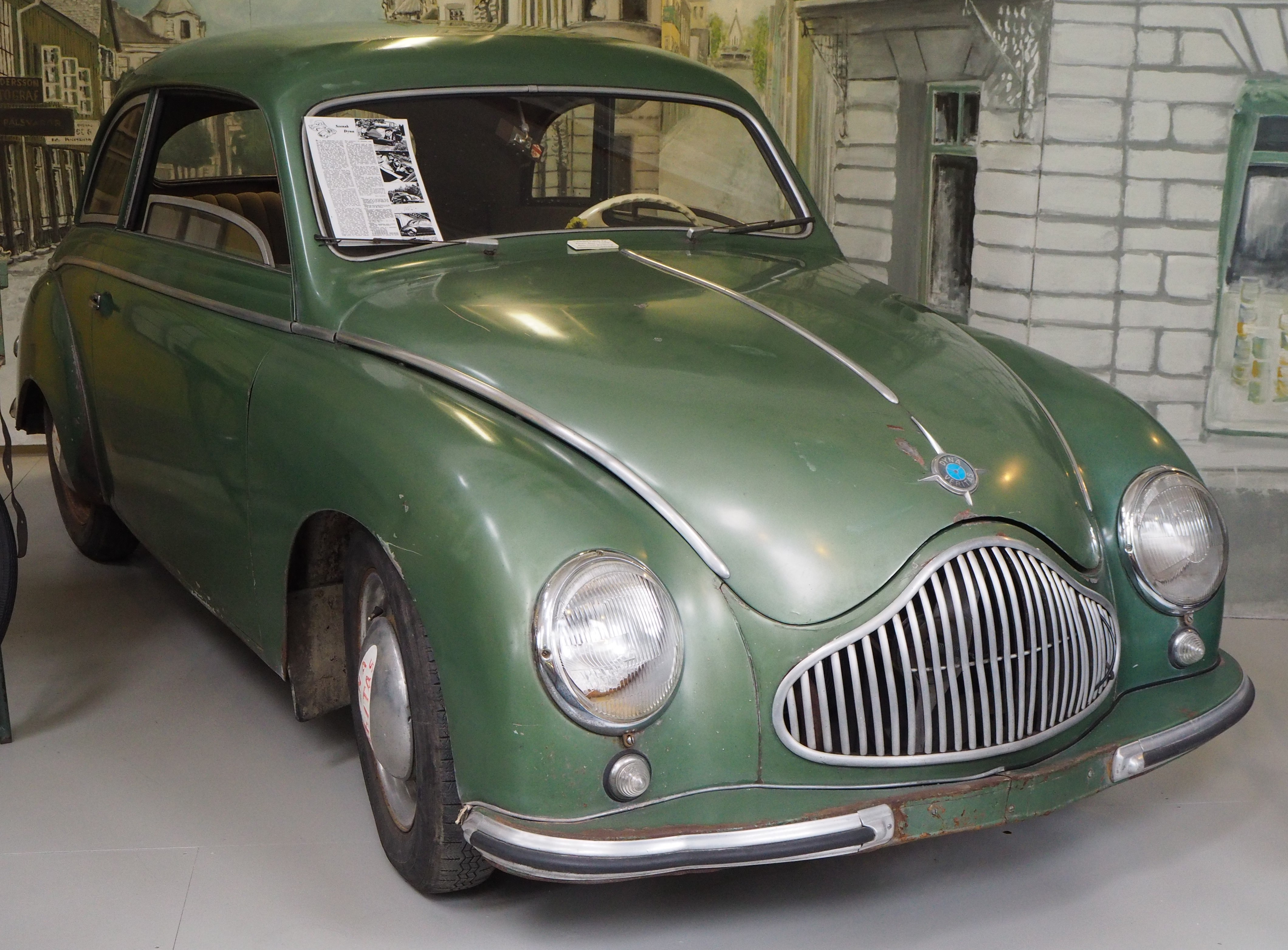
Ein weiteres erhaltenes Fahrzeug in einem schwedischen Museum

Der Dyna-Veritas ist ein Personenkraftwagen des ehemaligen deutschen Automobilherstellers Veritas bzw. in der Nachfolge der Dyna Automobil-Import und -Export GmbH aus Baden-Baden, der in den Jahren von 1950 bis 1953 produziert wurde. Insgesamt entstanden 169, 176 oder 184 Exemplare. Der Dyna-Veritas wurde im Mai 1950 bei der Automobilschau in Reutlingen der Öffentlichkeit präsentiert.

## Basis
Das Fahrzeug entstand unter Verwendung der Technik des Panhard Dyna X. Übernommen wurde der komplette Antriebsstrang mit dem vorderen (Leichtmetall-)Hilfsrahmen und Teile der Hinterachse. Im März 1950 lieferte Panhard die ersten Fahrgestelle an das Unternehmen "Veritas – Badische Automobilwerke Rastatt" in Muggensturm. Der Kastenrahmen war selbsttragend. Ausgestattet war der luxuriöse Wagen auf Kundenwunsch mit Liegesitzen, Radio und Zigarettenanzünder.

## Motor und Fahrleistungen
Für den Antrieb sorgte der originale luftgekühlte Zweizylinder-Boxermotor mit 744 cm³ Hubraum mit 32 PS Leistung, der vorne längs im Fahrzeug eingebaut war und die Vorderräder antrieb. Die Höchstgeschwindigkeit war mit 120 km/h angegeben. In den belgischen Sprintversionen wurde der 850 cm³-Motor mit 30 kW verbaut.

## Karosserie
Baur fertigte die Karosserien des Cabriolets. Einige Fahrzeuge waren auch als Coupé karossiert.  Außerdem entstanden ab 1950 weitere Karosserievarianten im Prototypenstatus.

## Maße und Gewichte
Bei einem Radstand von 218 cm und einer Spurweite von 122 cm betrug die Fahrzeuglänge 390 cm, die Fahrzeugbreite 145 cm und die Fahrzeughöhe 138 cm. Das Leergewicht war mit 720 kg angegeben und das zulässige Gesamtgewicht mit 1100 kg.

## Neupreis
Der Neupreis betrug anfangs 8300 DM, der sich ab 1952 auf 9300 DM erhöhte. Vergleichbare Cabriolets waren billiger. So kostete das DKW F 89 Meisterklasse Cabriolet nur 7730 DM. Volkswagen senkte den Preis seines VW Käfer Cabriolets im Herbst 1952 auf 6950 DM.
Von den max. 180 produzierten Dyna-Veritas-Cabriolets sind heute 10 Fahrzeuge erhalten. Zudem sind 3 Coupés bekannt.
Ein Cabriolet von 1952 wurde im Februar 2020 für 70.150 Euro versteigert.